# Propargylchlorid
Propargylchlorid ist eine chemische Verbindung aus der Gruppe der aliphatischen ungesättigten Halogenkohlenwasserstoffe und organischen Chlorverbindungen.

## Gewinnung und Darstellung
Propargylchlorid kann aus Propargylalkohol und Phosphortrichlorid hergestellt werden.

## Eigenschaften
Propargylchlorid ist eine leichtentzündliche, sehr leicht flüchtige, leicht gelbgrüne Flüssigkeit. Es zeigt erwartungsgemäße Eigenschaften eines Alkins, kann also Additions- und Polymerisationsreaktionen eingehen. Es lässt sich in Wasser etwas leichter hydrolysieren als primäre Chloralkane.

## Verwendung
Propargylchlorid wird zur Herstellung von Farbstoffen, Fungiziden, Insektiziden, Bodendesinfektionsmitteln, Steroiden, Wuchshormonen und Arzneimitteln verwendet. Es dient weiterhin der Herstellung von Korrosionsinhibitoren und Glanzmitteln für die Galvanik.

## Sicherheitshinweise
Die Dämpfe von Propargylchlorid können mit Luft ein explosionsfähiges Gemisch (Flammpunkt −16 °C, Zündtemperatur 295 °C) bilden.
Des Weiteren erfordert die Giftigkeit der Verbindung die Einhaltung von Sicherheitsregeln im Umgang.